# Damjan Gajser
Damjan Gajser, nekdanji slovenski nogometaš in trener, * 8. maj 1970.
Gajser je večji del kariere igral v slovenski ligi za klube Slovan, Mura, Olimpija, Maribor, Rudar Velenje in Primorje. Skupno je v prvi slovenski ligi odigral 210 prvenstvenih tekem in dosegel 40 golov. Ob tem je igral še za Zadar v hrvaški ligi in Leoben v avstrijski ligi.
Za slovensko reprezentanco je med letoma 1995 in 1997 odigral enajst uradnih tekem. Prvo tekmo je odigral proti Mehiki, 6. decembra 1995.